# باميلا كاتس
باميلا كاتس (بالإنجليزية: Pamela Katz)‏ هي كاتِبة وكاتبة سيناريو أمريكية، ولدت في 16 أبريل 1958 في قرية رينبك في الولايات المتحدة.

## وصلات خارجية
- باميلا كاتس على موقع IMDb (الإنجليزية)
- باميلا كاتس على موقع قاعدة بيانات الفيلم (الإنجليزية)